# Morphix
Morphix este o distribuție LiveCD de Linux bazată pe Debian. Este folosită ca bază de foarte multe distribuții personalizate.